# Tristenium acutirostrum
Tristenium acutirostrum är en kräftdjursart som först beskrevs av Mueller 1991C.  Tristenium acutirostrum ingår i släktet Tristenium och familjen Stenetriidae. Inga underarter finns listade i Catalogue of Life.